# ادالت سویم
ادالت سویم (انگلیسی: Adult Swim) شبکه تلویزیونی که به صورت تلویزیون کابلی و کارتون نت‌ورک مشغول به فعالیت است. برنامه‌های این شبکه برای بزرگسالان در زمان شب است. از جمله سریال‌های این شبکه می‌توان به ریک و مورتی و مرغ ربات (Robot Chicken) اشاره کرد.